# Mecklenburgs voetbalkampioenschap 1905/06
In 1905/06 werd het tweede Mecklenburgs voetbalkampioenschap gespeeld, dat georganiseerd werd door de Mecklenburgse voetbalbond. Er namen nu ook clubs uit Rostock deel. Rostocker FC 1895 won en plaatste de club zich voor de allereerste Noord-Duitse eindronde. De club kreeg een 10-1 veeg uit de pan van FV Holstein Kiel.

## Eindstand
| Plaats | Club                       | Wed. | W | G | V | Saldo | Ptn  |
| ------ | -------------------------- | ---- | - | - | - | ----- | ---- |
| 1.     | Rostocker FC 1895          | 7    | 5 | 1 | 1 | 21:3  | 11:3 |
| 2.     | Schweriner FC 03           | 6    | 5 | 0 | 1 | 46:5  | 10:2 |
| 3.     | FC Vorwärts 04 Schwerin    | 8    | 3 | 2 | 3 | 11:14 | 8:8  |
| 4.     | FC Alemannia Rostock       | 7    | 3 | 1 | 3 | 6:19  | 7:7  |
| 5.     | Internationaler FC Rostock | 8    | 2 | 2 | 4 | 8:17  | 6:10 |
| 6.     | SC 05 Wismar               | 6    | 0 | 0 | 6 | 0:34  | 0:12 |

|  | Kampioen |